# Batalla de Boyacá
La batalla de Boyacá (1819), fou la batalla decisiva que va assegurar l'èxit de la campanya de Bolívar per alliberar Nova Granada. La batalla de Boyacá es considera el principi de la independència del nord de Sud-amèrica i es considera important perquè va provocar les victòries de Carabobo a Veneçuela, Pichincha a l'Equador i Junín i Ayacucho al Perú.
Nova Granada va aconseguir la independència definitiva de la Monarquia espanyola, encara que les lluites contra forces reialistes continuarien durant anys.:232–235
Els generals de brigada Francisco de Paula Santander i José Antonio Anzoátegui van dirigir un exèrcit republicà combinat de neogranadins per derrotar en dues hores les forces reialistes neogranadines dirigides pels coronels espanyols José María Barreiro i Francisco Jiménez.
La batalla va ser a 150 km de Bogotà als Andes, en un lloc conegut com a Casa de Teja, a prop d'un pont sobre el riu Teatinos i 3 carreteres que anaven a Samaca, Motavita i Tunja, en una zona que avui en dia és part del departament de Boyacá.

## Conseqüències històriques i llegat

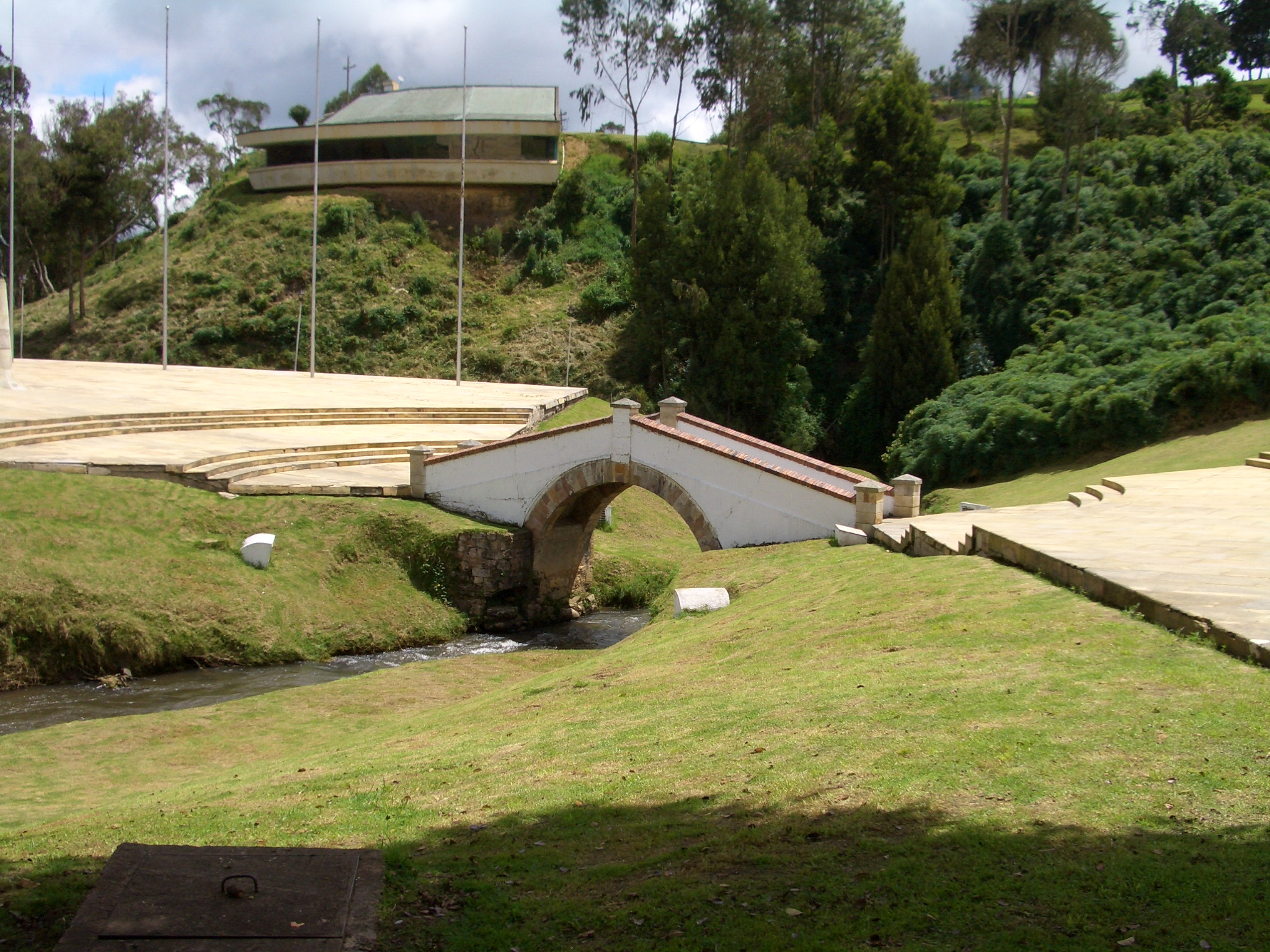
El pont de Boyacá

- Derrota definitiva de les forces reialistes a Nova Granada i debilitament de la resta de forces a tota Amèrica.
- Final del control espanyol sobre les províncies americanes, amb la fugida del virrei Juan de Sámano.
- Creació de la Gran Colòmbia.
- Inici d'un govern autònom a les antigues províncies espanyoles.
- Les independències consecutives de Veneçuela, Perú, Equador i la creació de Bolívia, després d'una campanya d'alliberament.

El virrei Juan de Sámano fou informat de la desfeta i va poder fugir, cosa que provocar el final de l'Imperi espanyol al nord de Llatinoamèrica. En commemoració d'aquesta batalla, el 7 d'agost és festa a Colòmbia. En aquesta data, es proclama cada quatre anys el president electe de Colòmbia a la Casa de Nariño.
Bogotà comença les celebracions el dia abans per commemorar la fundació de la ciutat, el 6 d'agost de 1538.